# Аттила (пьеса)
«Атти́ла» — трагедия в стихах выдающегося французского поэта и драматурга Пьера Корнеля (1606—1684). Пьеса впервые была поставлена в 1667 году труппой Мольера и не пользовалась популярностью: время Корнеля клонилось к закату, восходила в это время звезда Расина. Главный персонаж пьесы — правитель гуннов Аттила.